# 埃文 (康乃狄克州)
埃文（英語：Avon）是一個位於美國康乃狄克州哈特福縣的城鎮。

## 地理
埃文的座標為41°47′40″N 72°51′28″W / 41.79444°N 72.85778°W，而該地的平均海拔高度為84米（即276英尺）。

## 人口
根據2010年美國人口普查的數據，埃文的面積為60.90平方千米，當中陸地面積為59.90平方千米，而水域面積為1.00平方千米。當地共有人口18098人，而人口密度為每平方千米297人。